# 애플 파크
애플 파크(영어: apple Park)는 미국의 애플 캠퍼스에 이어 새로 신설된 애플사의 사옥이다. 캘리포니아주의 쿠퍼티노에 위치하고 있으며, 모형은 원형이다.

## 착공 과정
이 사옥은 맨 처음 애플의 전 CEO 스티브 잡스에 의하여 착안되었고 노먼 포스터(Norman Foster)가 디자인하였다. 스티브 잡스는 포스터에게 대성당과 모습이 비슷한 픽사의 사옥을 보여주면서 새로운 애플 사옥은 모든 것이 한 지붕 아래에 있어야 한다고 당부하였다. 그는 2011년 죽음 직전까지 2년동안 굉장히 많은 시간을 사옥 건설에 투자했다.
2006년 4월에 스티브 잡스는 인근 9개의 부지를 확보한 뒤 쿠퍼티노 의회에게 새로운 애플 캠퍼스, 애플 캠퍼스 2를 건설하겠다고 공식적으로 발표한다.
2011년 6월 7일에 당시 애플의 CEO였던 스티브 잡스는 쿠퍼티노 시의회에게 새로운 건물의 구조 및 환경 등 자세한 내용을 설명했다.
2013년 10월 15일에 쿠퍼티노 시의회는 6시간의 토의 끝에 만장일치로 애플 신사옥 프로젝트를 허가했다. 허가가 나자 철거가 시작되었다.
원래 2013년 착공하여 2015년 완공이 예정이었지만 여러 이유로 연기되면서 2014년에 착공되었다. 2017년 2월 22일에 애플은 새로운 애플 캠퍼스가 2017년 4월에 완공되며, 공식적은 이름은 “애플 파크”라고 발표했다. 강당은 “스티브 잡스 극장”이라고 명명되었다.

## 디자인
스티브 잡스는 이렇게 말했다. “중간에 아주 멋진 공원이 있습니다. 이건 시작에 불과하죠. 건물 자체가 하나의 큰 원이고, 벽의 모든 면이 굽어져 있습니다. 건물을 지을 때 굉장히 저렴하지 않게 짓는 방법 중 하나이죠. 메인 건물에 들어가는 모든 유리가 곡선형 유리입니다. 저희는 세계에서 가장 멋진 회사 건물을 지을 수 있을 것이라고 확신합니다. 건축을 공부하는 학생들이 견학을 올 정도로 멋질 것입니다.”
“완전한 원형”으로 알려진 고리 모양의 건물을 원래 처음부터 이렇게 계획했던 것은 아니다. 각층의 내부 테두리와 외부 테두리는 사람이 이동하는 복도로 열려 있다. 9개의 미니 아트리아로 구분된 8개의 건물이 있다. 캠퍼는 원주가 1마일이며, 직경이 461미터이다. 지상 4층, 지하 3층, 총 8층으로 이루어져 있는 건물 하나가 모든 직원들을 수용할 수 있다. 애플은 디자인 문제를 완벽하게 해결하기 위해 건물의 모든 부분을 실물 크기의 모형으로 만들었다.
원형 건물의 안쪽 부분은 캘리포니아의 과일 과수원에서 아이디어를 얻은 과일 나무와 굽어진 통로가 있는 12헥타르의 공원이 된다. 연못도 그 일부이다.
애플파크의 디자인은 도로와 주차 공간을 지하에 숨긴다. 캠퍼스는 벽과 내부 안뜰 또는 건물 외부를 바라보는 경관을 위해 유리만 사용한다. 캠퍼는 건물을 가로지르는 구불구불한 길과 녹지 환경, 직원들이 만날 수 있는 열린 좌석 공간으로 설계되어 있다. 약 7,700평방미터의 공간이 건물의 회의 및 휴식을 위한 공간이다.
스티브 잡스는 건물에 단 하나의 틈새 또는 페인트 브러시 자국도 남지 않는 완벽한 마무리를 바랐다. 스탠포드 대학의 캠퍼스 건물에서 영감을 받은 것이다.
가구에 사용되는 모든 내재물은 특정 종의 단풍 나무에서 수확되어야 했다. 애플은 이와 같은 디자인 및 자재 공급을 위해 19개국의 건설 회사와 협력했다.
퉁풍이 되는 빈 콘크리트 석판이 건물의 바닥, 천장 및 HVAC 시스템으로 작동한다. 총 4,300개의 석판이 건축에 사용되었으며, 석판 중 일부는 무게가 27톤에 달한다.
건물 내부와 외부는 DPR 및 Skanska에 의해 착공되었으나, 공개되지 않은 이유로 중도에 사업에서 빠지게 되었고, Rudolph & Sletten과 Holder Construction가 이어서 내부 인테리어까지 완성했다.

## 비용
토지 비용은 1억 6000만 달러로 추산되었다.
2011년 애플 캠퍼스 2의 예산은 30억 달러 미만이었으나, 2013년에는 총 비용이 50억 달러에 근접한 것으로 추산되었다.

## 위치
애플은 1977년 이래로 쿠퍼티노에 위치했다. 따라서 값이 싸고 먼 곳으로 이주하기보다 이 지역에 건설하기로 결정하였다.
애플 파크는 기존 시설에서 불과 동쪽으로 1마일 정도 떨어져 있는 거리이다.

### 카페
캠퍼스에는 7개의 카페가 있으며 가장 큰 3층짜리 카페는 3,000명을 수용할 수 있는 곳으로, 밝은 색의 석조 안감과 금속 지지대가 없는 유리 난간이 있다. 또한 광범위한 조경으로 둘러싸여 있다. 1,900평방미터의 중이층 공간은 외부 테라스에서 600명 혹은 1,750석을 수용할 수 있으며, 하루에 15,000개의 점심 식사를 제공할 수 있다. 세로 5.5미터, 가로 1.2미터의 엄청난 크기의 자랑하는 흰색 오크나무를 사용해 특별히 제작된 500개의 테이블을 자랑한다.
스포츠 테이블과 벤치는 애플 스토어의 테이블과 비슷하다. 메인 레스토랑의 커다란 문은 높이가 28미터이며 세계에서 가장 큰 문이다. 카페는 유리 벽 너머의 초원 지대까지 펼쳐져 있으며, 애플이 ‘글레이드’ 부르는 곳에서 알프레스코 식사를 할 수 있다.

### 강당
애플의 공동 설립자인 스티브 잡스의 이름을 본따 스티브 잡스 시어터라고 명명된 강당은 애플 제품 출시 및 기자 회견을 위해서 지어졌다. 캠퍼스의 언덕 꼭대기에 위치한다. 강당에 이르는 계단이 있는 커다란 원통형 로비가 있다. 북동쪽에 350개의 주차 공간이 있고 극장 북서쪽에 있는 메인 캠퍼스로 이어지는 보행자 전용 도로가 있다. 이로써 애플은 제품 출시 및 발표를 보다 효과적으로 관리할 수 있게 된다.
극장의 지상 로비는 모든 원통형 유리 벽으로 되어 있으며, 기둥이 없고 탄소 섬유로 지붕이 이루어져 있다. 따라서 녹지로 가득한 캠퍼스 전경을 360도 모든 각도에서 바라볼 수 있다. 탄소 섬유 지붕은 현재까지 알려진 가장 강하고 가벼운 물질 중 하나이며 유리 벽으로 완전히 지지된다. 두바이에 소재한 회사인 Premier Composite Technologies는 44개의 동일 패널로 구성된 80톤급 탄소 섬유 지붕을 공급했다. 각 패널은 길이가 6.4미터, 너비가 3.4미터이며 다른 패널과 중간에 고정되어 있다.

### 피트니스 센터
캠퍼스의 북서쪽에 위치한 100,000평방피트 규모의 웰니스 / 피트니스 센터는 동시에 최대 2만 명의 직원이 사용할 수 있다. 체육관 장비와는 별도로, 피트니스 센터에는 탈의실, 샤워실, 세탁 서비스 및 단체 전용 룸 등의 편의 시설이 있다.

### 연구 및 개발 시설
캠퍼스의 남쪽 가장자리에 있는 2개의 큰 건물이 건설 중이다. 규모는 28,000평방미터에 달한다. 최상층에는 조너선 아이브 디자인 책임자가 이끄는 산업디자인 및 휴먼 인터페이스 팀으로 구성된 R&D 부서가 있다.

### 대중교통
버스로 애플로 출퇴근하는 직원은 지하철 2개의 계단을 통해 메인 캠퍼스로 이어지는 버스 정류장에서 승하차하고 출발한다. 이로 인해 버스 승객이 20퍼센트 정도 증가할 예정이다.

### 주차장
주차장은 지하에 약 14,200명의 직원을 수용할 수 있는 2개의 대형 주차 구조물로 지어진다. 쿠퍼티노 시의 규정에 따르면 약 11,000개의 주차 공간이 필요하다.
애플 파크가 열린 뒤 700개의 새로운 전기 자동차 충전 포트가 현장에 추가되었다.
지하 주차장에는 2,000개의 주차 공간이 있다. 주차는 교통량 및 주차 공간을 관리하는 센서 및 앱에 의해 관리된다.
2,000개의 자전거 주차 공간도 있다.

### 방문자 라운지
North Tantau Avenue Visitor Centre는 캠퍼스와 애플 스토어가 내려다 보이는 221.7평방미터의 카페와 전망대가 있는 2층짜리 1,870.6평방미터 구조이다. 센터의 예상 비용은 8천만 달러이다. N. Tantau (Tantau 및 Pruneridge의 NE 구석)에 위치한 호텔은 캠퍼스 내에서 길 건너편에 있으며 Santa Clara 주거 지역과 인접해 있다. 700개에 가까운 자리를 구비한 지하 주차장은 예상 비용이 2천 6백만 달러이다.
71헥타르의 캠퍼스 전역에 조깅 및 자전거 도로가 설치되며 직원들이 타고 다닐 수 있는 자전거 1000개가 준비될 것이다.

## 조경
공사 전 캠퍼스의 20퍼센트만이 녹지 공간이었다. 애플은 건축이 끝나면 녹지 공간이 80퍼센트가 된다고 했다. 본관 한가운데 있는 큰 안뜰은 카페 근처에서 살구, 올리브, 사과 과수원과 허브 정원으로 꾸며질 것이다. 캠퍼스 풍경으로 선정된 식물은 가뭄에 강하고, 재활용된 물은 캠퍼스에 물을 공급하는 데 사용된다.
애플은 캠퍼스 주변에서 캘리포니아주 자연 환경을 조성하기 위해 스탠포드 대학의 수목전문가 데이브 머프리(Dave Muffly)를 고용했다. 교내에는 9,000그루의 나무가 있으며, 309가지 종류의 씨종들이 있을 것이다. 심은 나무는 오크 사바나, 오크 나무, 살구, 사과, 매실, 체리 및 감 등 과일 나무이다. 캘리포니아의 초원에 6헥타르를 추가로 사용할 계획이다. 전 캠퍼스에 있는 4,506그루의 나무 중에서 1,000개가 새로운 캠퍼스로 옮겨진다. 수목전문가 데이브 머프리는 이주를 위한 각종 종묘장에 있는 4,600개 이상 나무를 키우고 있다. 젊고 성숙한 나무와 최소한의 물 소비로 산타 클라라 카운티에서 번성 할 가뭄과 열대 식물을 모두 포함한다.
주변에 있는 나무는 그대로 유지되고 더 자연스러운 울타리로 작동하기 위해 주변으로 이동한다.

## 전원 공급
애플 파크는 전적으로 신 재생에너지로 가동되며 세계에서 가장 에너지 효율적인 건물 중 하나가 될 것이다. 캠퍼스의 옥상에 설치된 태양 전지판은 17일 메가 와트의 전력을 생산할 수 있어 낮 시간 동안 75퍼센트의 전력을 공급할 수 있으며, 세계에서 가장 큰 태양 지붕 중 하나이다. 다른 4메가 와트는 바이오 연료 또는 천연 가스로 구동되는 Bloom Energy Server 연료 전지를 사용하여 현장에서 생성된다. 공기는 건물의 내부와 외부 사이를 자유롭게 통과하면서 자연적으로 환기를 시켜 1년 중 9개월 동안 에어컨의 필요성을 없애준다.

## 같이 보기
- 애플 캠퍼스
- 애플
- 스티브 잡스